# Oberambach (Oberscheinfeld)

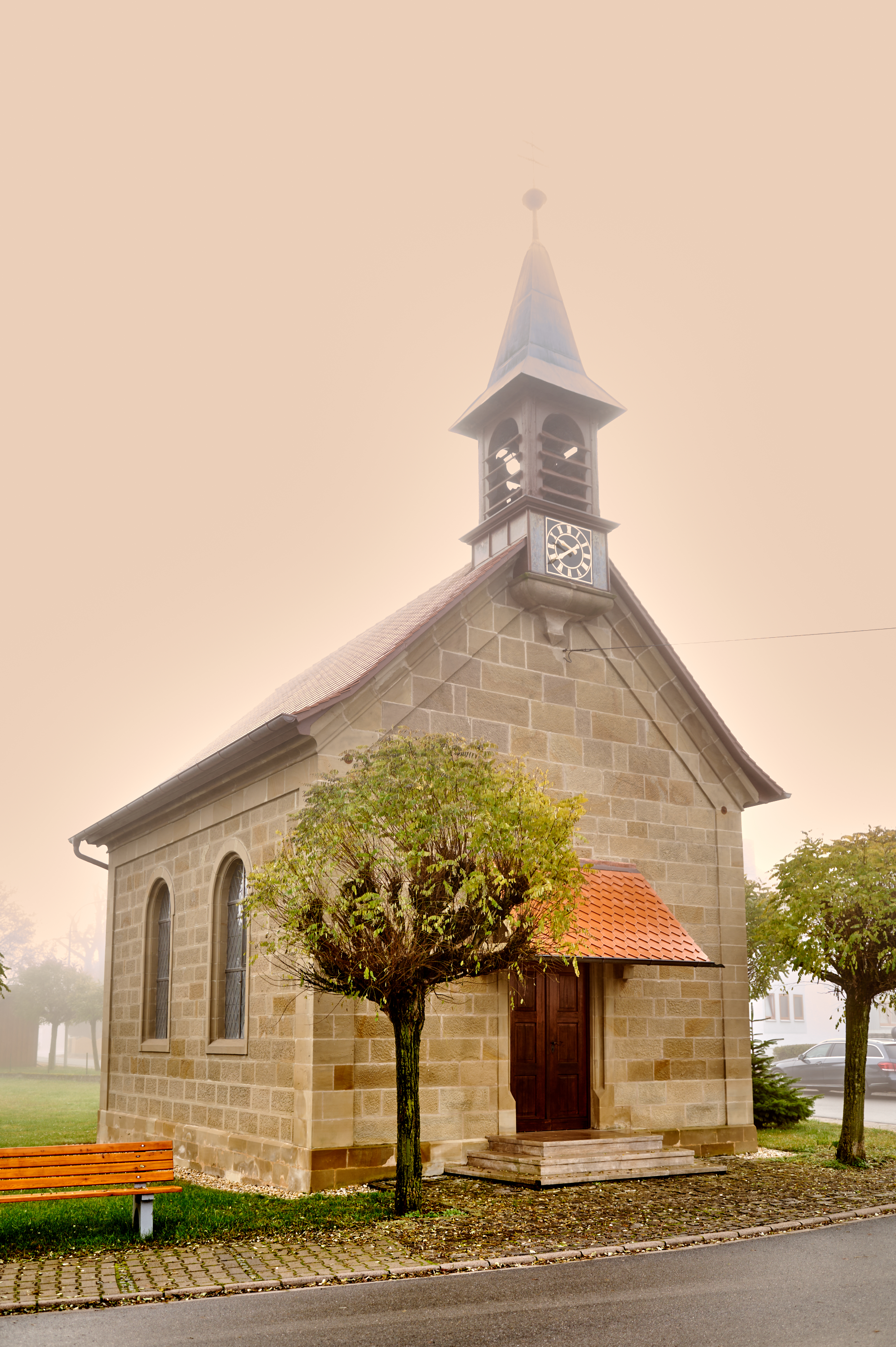
Marienkapelle

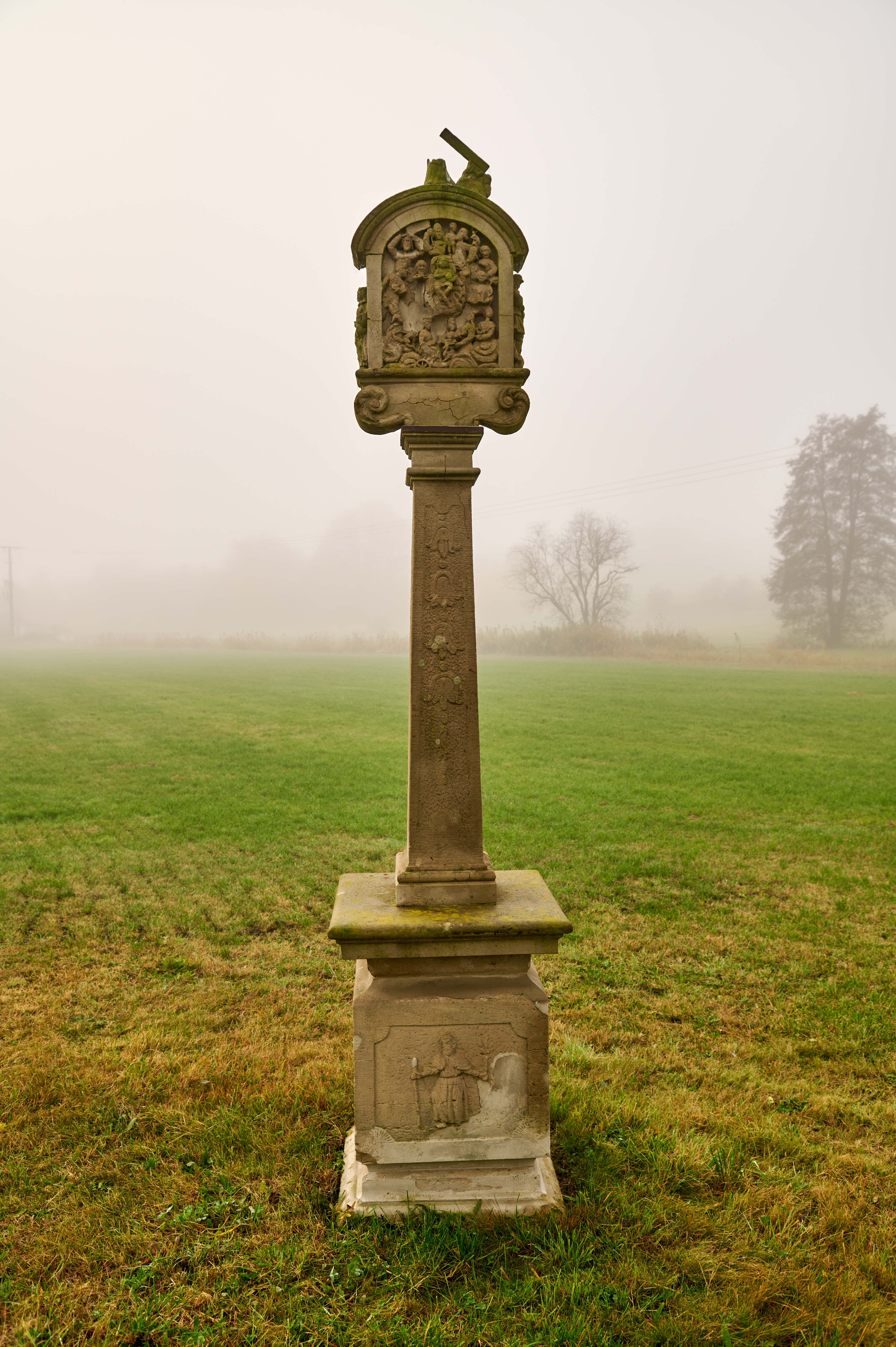
Bildstock

Oberambach (fränkisch: Ejber-ambach) ist ein Gemeindeteil des Marktes Oberscheinfeld im Landkreis Neustadt an der Aisch-Bad Windsheim (Mittelfranken, Bayern). Oberambach liegt in der Gemarkung Herpersdorf.

## Geografie
Das Dorf liegt in Tallage am Schönbach, einem rechten Zufluss der Scheine, und am Mordgrundbach, der im Ort als linker Zufluss in den Schönbach mündet. Die Kreisstraße NEA 28 führt an der Schönaichermühle vorbei zur Staatsstraße 2257 (1,7 km nordwestlich) bzw. zur Staatsstraße 2421 bei Burgambach (1,6 km südöstlich). Eine Gemeindeverbindungsstraße führt nach Herpersdorf (1,8 km östlich).

## Geschichte
Der Ort wurde 1345 als „Anbuch“ erstmals urkundlich erwähnt. Laut dieser Urkunde hatte das bambergische Amt Oberscheinfeld zwei Huben als Burghutlehen. Das Bestimmungswort des Ortsnamens ist der Personenname Onno, das Grundwort ‚buoch‘ (mhd. für Buchenwald), demnach bedeutet der ursprüngliche Flurname ‚Zum Buchenwald des Onno‘. Das Hoch- und Niedergericht sowie die Dorf- und Gemeindeherrschaft übte bis zum Ende des Alten Reichs das Amt Oberscheinfeld aus. Grundherren waren neben Oberscheinfeld, das Haus Schwarzenberg.
Im Jahre 1803 kam Oberambach infolge des Reichsdeputationshauptschlusses an Bayern. Im Rahmen des Gemeindeedikts (frühes 19. Jahrhundert) wurde Oberambach dem Steuerdistrikt Oberscheinfeld und der Ruralgemeinde Oberscheinfeld zugeordnet. Vor 1840 entstand die Ruralgemeinde Herpersdorf, zu der Oberambach  gehörte. Am 1. Januar 1972 wurde Oberambach im Zuge der Gebietsreform in Bayern wieder nach Oberscheinfeld eingemeindet.

### Baudenkmäler
- katholische Kapelle Sankt Marien
- Bildstock

Ehemalige Baudenkmäler
- Bis in den 1960er Jahren waren sieben Privathäuser in der Denkmalliste verzeichnet.[12]

### Einwohnerentwicklung
| Jahr      | 1818  | 1836   | 1840   | 1861   | 1871   | 1885   | 1900   | 1925   | 1950   | 1961   | 1970   | 1987   |
| Einwohner | 96    | 105    | 93     | 112    | 109    | 98     | 110    | 102    | 99     | 88     | 84     | 70     |
| Häuser    | 22    | 20     | 17     |        |        | 18     | 18     | 16     | 16     | 16     |        | 15     |
| Quelle    | [ 8 ] | [ 14 ] | [ 10 ] | [ 15 ] | [ 16 ] | [ 17 ] | [ 18 ] | [ 19 ] | [ 20 ] | [ 21 ] | [ 22 ] | [ 23 ] |

## Religion
Oberambach ist römisch-katholisch geprägt und bis heute nach St. Gallus (Oberscheinfeld) gepfarrt.